# Bye Bye Tibériade
Pour plus de détails, voir Fiche technique et Distribution.
Bye Bye Tibériade est un film documentaire franco-palestinien réalisé par Lina Soualem, sorti en 2024. 

## Synopsis
La réalisatrice Lina Soualem retourne avec sa mère Hiam Abbass près du lac de Tibériade en basse Galilée (Israel), sur les traces de sa famille. Quatre générations de femmes palestiennes sont présentées, et à travers elles transparaissent l'histoire de la région, l'émancipation des femmes, les liens familiaux, l'exil, l'attachement à la terre et aux êtres.

## Fiche technique
- Titre : Bye Bye Tibériade
- Titre arabe : باي باي طبريا
- Réalisation : Lina Soualem
- Scénario : Nadine Naous, Lina Soualem, Gladys Joujou
- Photographie : Frida Marzouk, Thomas Brémond, Lina Soualem
- Son : Ludovic Escallier, Ibrahim Zaher, Lina Soualem
- Musique : Amin Bouhafa
- Montage : Gladys Joujou
- Production : , Jean-Marie Nizan
- Société(s) de production : Beall Productions, Altitude 100 Production, Philistine Films
- Société(s) de distribution : JHR Films (France)
- Pays de production :  France,  Belgique,  Palestine et  Qatar
- Langue originale : français, arabe
- Format : couleur - Noir et blanc - Dolby Digital
- Genre : documentaire
- Durée : 82 minutes (1 h 22)
- Dates de sortie :
  - Italie : 3 septembre 2023 (Mostra de Venise 2023)
  - France : 21 février 2024

## Distinctions

### Récompenses
- Prix Alice-Guy 2025

### Nomination
- César 2025 : meilleur film documentaire

### Sélections
- Mostra de Venise 2023 : Giornate degli autori